# Lista de singles número um na Billboard Hot 100 em 2013

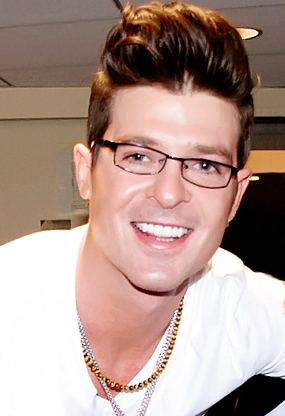
"Blurred Lines", de Robin Thicke (foto) com a participação de T.I. e Pharrell Williams, permaneceu por doze semanas consecutivas na primeira posição e foi o segundo tema mais vendido de 2013.

A lista dos singles número um na Billboard Hot 100 em 2013 foi publicada pela revista norte-americana Billboard, sendo que os dados foram recolhidos pela Nielsen SoundScan e baseados em cada venda semanal física e digital, além da popularidade da canção nas rádios e o seu fluxo de média na Internet. Em Fevereiro, a metodologia de classificação das faixas foi actualizada com a inclusão da transmissão de vídeos pelo portal YouTube. Durante o decorrer do ano, onze foram os singles que atingiram o topo da tabela nas 52 edições da revista.
Em 2013, oito artistas ganharam o seu primeiro single número um no Norte da América, nomeadamente Macklemore, Ryan Lewis, Wanz, Baauer, Ray Dalton, Robin Thicke, Miley Cyrus e Lorde. Thicke, com "Blurred Lines", permaneceu na liderança da tabela musical durante doze semanas consecutivas e foi listado como tendo a segunda canção mais vendida do ano. Contudo, foi "Thrift Shop" da dupla Macklemore e Lewis, com seis edições não-consecutivas, que terminou no topo da lista de final de ano como música mais comprada durante o período de doze meses.
"Locked Out of Heaven" foi o primeiro número um do ano, pertencente a Mars, que permaneceu por quatro semanas consecutivas no topo. "The Monster", de Eminem com Rihanna, foi o trabalho que fechou o ciclo do ano. Outros singles com um número alargado de semanas no topo foram "Royals", de Lorde, que ficou nove semanas na primeira posição, "Harlem Shake" de Baauer e "Can't Hold Us" de Macklemore e Lewis com Dalton, ambos por cinco semanas consecutivas. "Wrecking Ball" de Cyrus e "Just Give Me a Reason" de Pink com Nate Ruess, conseguiram perdurar na frente durante outras três actualizações.
Outros destaques de 2013 nas publicações da Billboard Hot 100 incluem a cantora Rihanna, que com a sua colaboração em "The Monster", alcançou o seu décimo terceiro número um e empatando com Michael Jackson. Além disso, tornou-se a primeira artista feminina em 55 anos de história da revista a conseguir alcançar o número de vezes na liderança da tabela musical em menos tempo. Bruno Mars, além de Macklemore e Ryan Lewis, foi um dos que conseguiram atingir a primeira posição da tabela com dois singles diferentes: "Locked Out of Heaven" e "When I Was Your Man". Mars foi nomeado o artista do ano pela Billboard e conseguiu que mais uma obra sua atingisse as cinco mais compradas nos Estados Unidos.

## Histórico

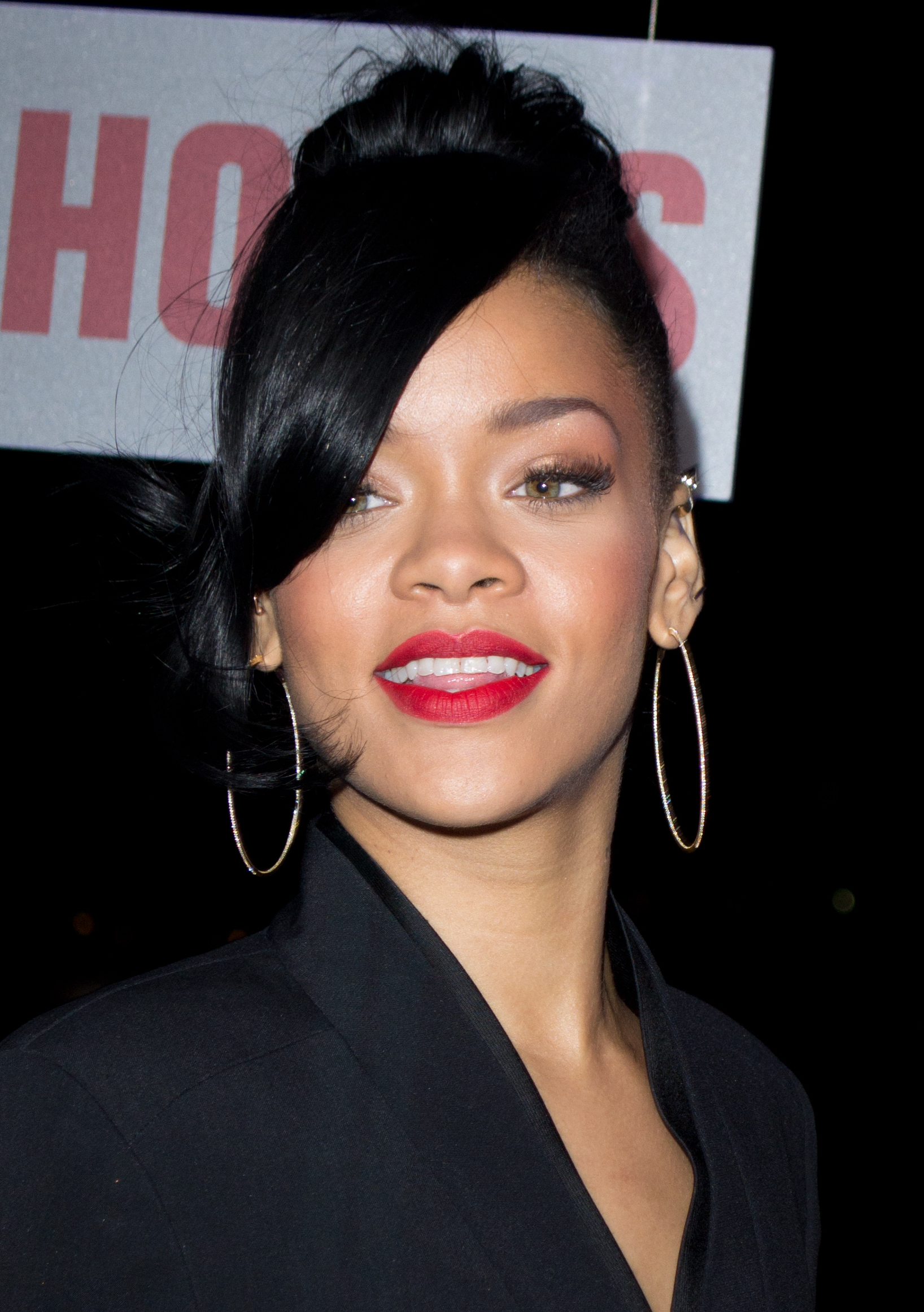
"The Monster", uma colaboração com Eminem, fez Rihanna (foto) igualar-se a Michael Jackson entre os artistas com maior número de singles no topo da tabela, totalizando treze registos. A barbadense tornou-se ainda o primeiro músico a atingir em menos tempo essa quantidade.

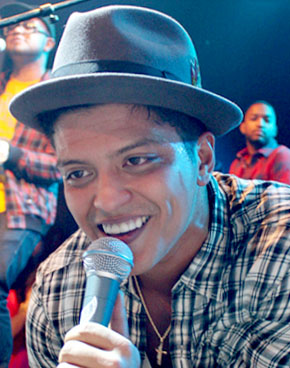
Bruno Mars foi nomeado o artista do ano pela Billboard e conseguiu colocar dois singles na liderança e mais um na lista dos cinco mais vendidos.

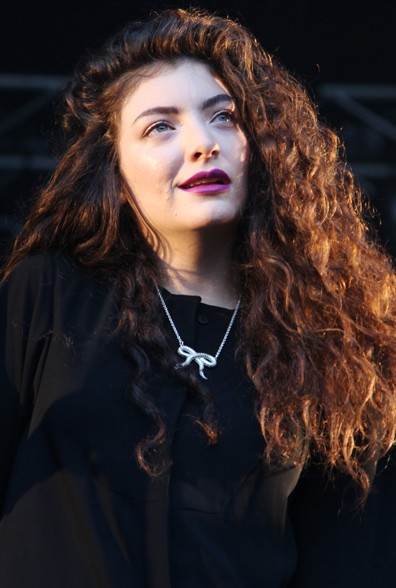
A neozelandesa Lorde, com o seu single de estreia "Royals", permaneceu durante nove semanas consecutivas no topo e teve uma das canções mais compradas do ano.

| Data            | Canção                  | Artista(s)                                | Referência(s) |
| --------------- | ----------------------- | ----------------------------------------- | ------------- |
| 5 de Janeiro    | "Locked Out of Heaven"  | Bruno Mars                                | [ 5 ]         |
| 12 de Janeiro   | "Locked Out of Heaven"  | Bruno Mars                                | [ 6 ]         |
| 19 de Janeiro   | "Locked Out of Heaven"  | Bruno Mars                                | [ 7 ]         |
| 26 de Janeiro   | "Locked Out of Heaven"  | Bruno Mars                                | [ 8 ]         |
| 2 de Fevereiro  | "Thrift Shop"           | Macklemore & Ryan Lewis com Wanz          | [ 9 ]         |
| 9 de Fevereiro  | "Thrift Shop"           | Macklemore & Ryan Lewis com Wanz          | [ 10 ]        |
| 16 de Fevereiro | "Thrift Shop"           | Macklemore & Ryan Lewis com Wanz          | [ 11 ]        |
| 23 de Fevereiro | "Thrift Shop"           | Macklemore & Ryan Lewis com Wanz          | [ 12 ]        |
| 2 de Março      | "Harlem Shake"          | Baauer                                    | [ 13 ]        |
| 9 de Março      | "Harlem Shake"          | Baauer                                    | [ 14 ]        |
| 16 de Março     | "Harlem Shake"          | Baauer                                    | [ 15 ]        |
| 23 de Março     | "Harlem Shake"          | Baauer                                    | [ 16 ]        |
| 30 de Março     | "Harlem Shake"          | Baauer                                    | [ 17 ]        |
| 6 de Abril      | "Thrift Shop"           | Macklemore & Ryan Lewis com Wanz          | [ 18 ]        |
| 13 de Abril     | "Thrift Shop"           | Macklemore & Ryan Lewis com Wanz          | [ 19 ]        |
| 20 de Abril     | "When I Was Your Man"   | Bruno Mars                                | [ 20 ]        |
| 27 de Abril     | "Just Give Me a Reason" | Pink com Nate Ruess                       | [ 21 ]        |
| 4 de Maio       | "Just Give Me a Reason" | Pink com Nate Ruess                       | [ 22 ]        |
| 11 de Maio      | "Just Give Me a Reason" | Pink com Nate Ruess                       | [ 23 ]        |
| 18 de Maio      | "Can't Hold Us"         | Macklemore & Ryan Lewis com Ray Dalton    | [ 24 ]        |
| 25 de Maio      | "Can't Hold Us"         | Macklemore & Ryan Lewis com Ray Dalton    | [ 25 ]        |
| 1 de Junho      | "Can't Hold Us"         | Macklemore & Ryan Lewis com Ray Dalton    | [ 26 ]        |
| 8 de Junho      | "Can't Hold Us"         | Macklemore & Ryan Lewis com Ray Dalton    | [ 27 ]        |
| 15 de Junho     | "Can't Hold Us"         | Macklemore & Ryan Lewis com Ray Dalton    | [ 28 ]        |
| 22 de Junho     | "Blurred Lines"         | Robin Thicke com T.I. e Pharrell Williams | [ 29 ]        |
| 29 de Junho     | "Blurred Lines"         | Robin Thicke com T.I. e Pharrell Williams | [ 30 ]        |
| 6 de Julho      | "Blurred Lines"         | Robin Thicke com T.I. e Pharrell Williams | [ 31 ]        |
| 13 de Julho     | "Blurred Lines"         | Robin Thicke com T.I. e Pharrell Williams | [ 32 ]        |
| 20 de Julho     | "Blurred Lines"         | Robin Thicke com T.I. e Pharrell Williams | [ 33 ]        |
| 27 de Julho     | "Blurred Lines"         | Robin Thicke com T.I. e Pharrell Williams | [ 34 ]        |
| 3 de Agosto     | "Blurred Lines"         | Robin Thicke com T.I. e Pharrell Williams | [ 35 ]        |
| 10 de Agosto    | "Blurred Lines"         | Robin Thicke com T.I. e Pharrell Williams | [ 36 ]        |
| 17 de Agosto    | "Blurred Lines"         | Robin Thicke com T.I. e Pharrell Williams | [ 37 ]        |
| 24 de Agosto    | "Blurred Lines"         | Robin Thicke com T.I. e Pharrell Williams | [ 38 ]        |
| 31 de Agosto    | "Blurred Lines"         | Robin Thicke com T.I. e Pharrell Williams | [ 39 ]        |
| 7 de Setembro   | "Blurred Lines"         | Robin Thicke com T.I. e Pharrell Williams | [ 40 ]        |
| 14 de Setembro  | "Roar"                  | Katy Perry                                | [ 41 ]        |
| 21 de Setembro  | "Roar"                  | Katy Perry                                | [ 42 ]        |
| 28 de Setembro  | "Wrecking Ball"         | Miley Cyrus                               | [ 43 ]        |
| 5 de Outubro    | "Wrecking Ball"         | Miley Cyrus                               | [ 44 ]        |
| 12 de Outubro   | "Royals"                | Lorde                                     | [ 45 ]        |
| 19 de Outubro   | "Royals"                | Lorde                                     | [ 46 ]        |
| 26 de Outubro   | "Royals"                | Lorde                                     | [ 47 ]        |
| 2 de Novembro   | "Royals"                | Lorde                                     | [ 48 ]        |
| 9 de Novembro   | "Royals"                | Lorde                                     | [ 49 ]        |
| 16 de Novembro  | "Royals"                | Lorde                                     | [ 50 ]        |
| 23 de Novembro  | "Royals"                | Lorde                                     | [ 51 ]        |
| 30 de Novembro  | "Royals"                | Lorde                                     | [ 52 ]        |
| 7 de Dezembro   | "Royals"                | Lorde                                     | [ 53 ]        |
| 14 de Dezembro  | "Wrecking Ball"         | Miley Cyrus                               | [ 54 ]        |
| 21 de Dezembro  | "The Monster"           | Eminem com Rihanna                        | [ 4 ]         |
| 28 de Dezembro  | "The Monster"           | Eminem com Rihanna                        | [ 55 ]        |